# Constantin Avram
Constantin Avram (n. 19 februarie 1911, Ciumași, Bacău – d. 20 februarie 1987, Timișoara) a fost un inginer român, specialist în beton armat, membru corespondent al Academiei Române.
A urmat Școala de Geniu la București și Versailles, Facultatea de Construcții Civile la Politehnica din București.
Între anii 1963-1971 a fost rector al Institutului Politehnic „Traian Vuia” din Timișoara.
A participat la construirea uzinelor de la Reșița și a complexului de la Văliug.
În 1963 devine membru corespondent al Academiei Române.
De asemenea, a fost membru al Comitetului European al Betonului din Paris, iar în 1980 este distins cu Medalia de Argint a Federației Internaționale a Precomprimării.

## Distincții
- Medalia Muncii (31 mai 1957) „pentru merite deosebite în muncă, cu ocazia celui de al II-lea Congres al Asociației Științifice a Inginerilor și Tehnicienilor din Republica Populară Romînă”[2]

## Opere
- 1949, 1952, 1959, 1965, 1981: Grinzi continue;
- 1952: Betonul armat. Proiectarea și dimensionarea secțiunilor;
- 1980: Noi tipuri de betoane speciale;
- 1992 (postum): Numerical Analysis of Reinforced Concrete Structures.